# النور اوهل

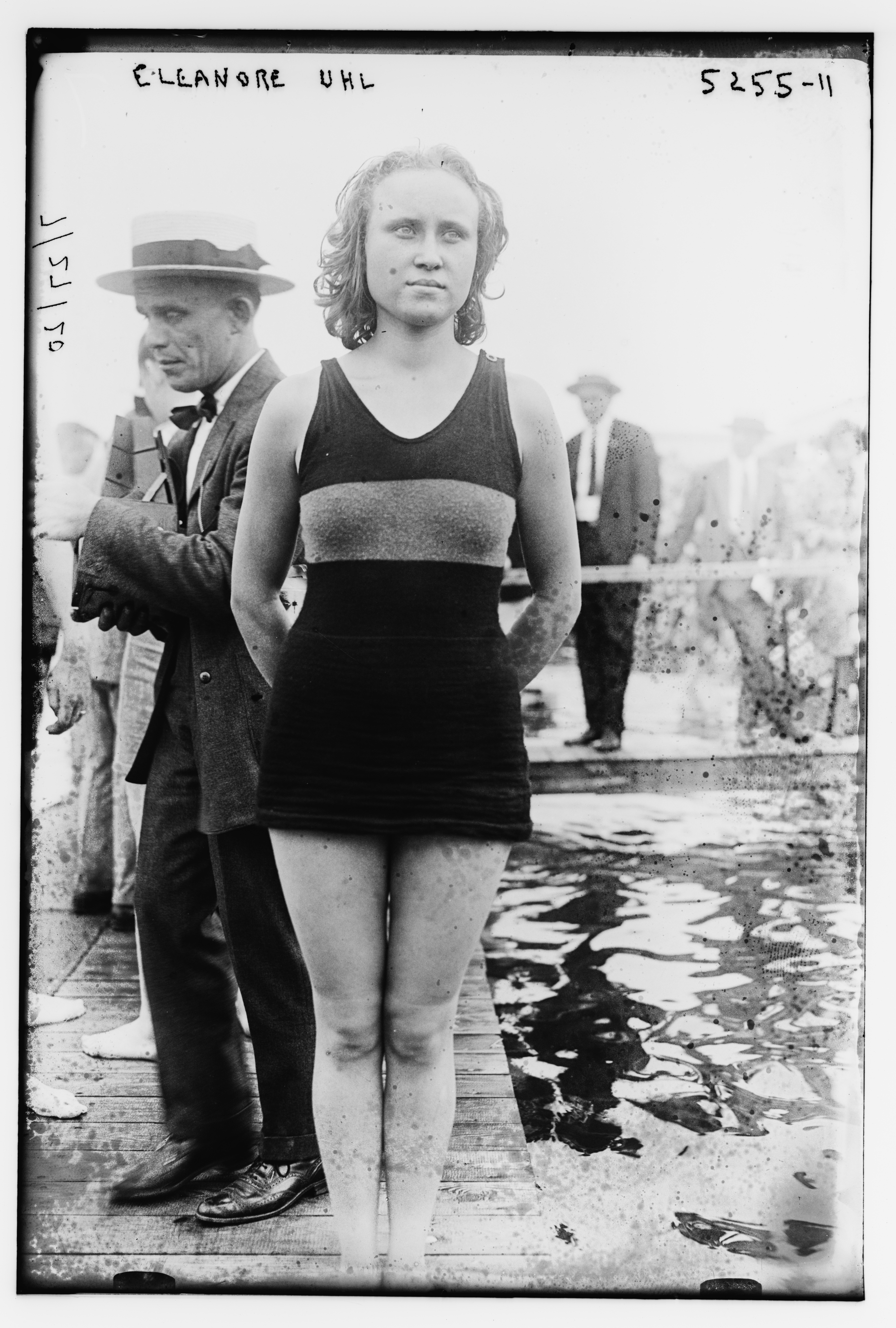
النور اوهل در سال ۱۹۱۵

النور اوهل (به انگلیسی: Eleanor Uhl) (زادهٔ ۲۱ مارس ۱۹۰۲) شناگر اهل ایالات متحده آمریکا است.